# Chè xôi nước
Il chè xôi nước è un dolce tipico del Vietnam meridionale. Si tratta di palline di pasta di fagioli mungo ricoperti con una pastella di farina di riso glutinoso, che vengono servite calde in un liquido denso (di colore brunito oppure trasparente) composto di acqua, zucchero e radici di zenzero fresco grattugiate, ed infine guarnite con semi di sesamo.
Nel Vietnam settentrionale sono diffusi due dolci similari, il bánh trôi (o bánh trôi nước) e il bánh chay. Piuttosto simile è anche il cinese tangyuan.

## Galleria d'immagini

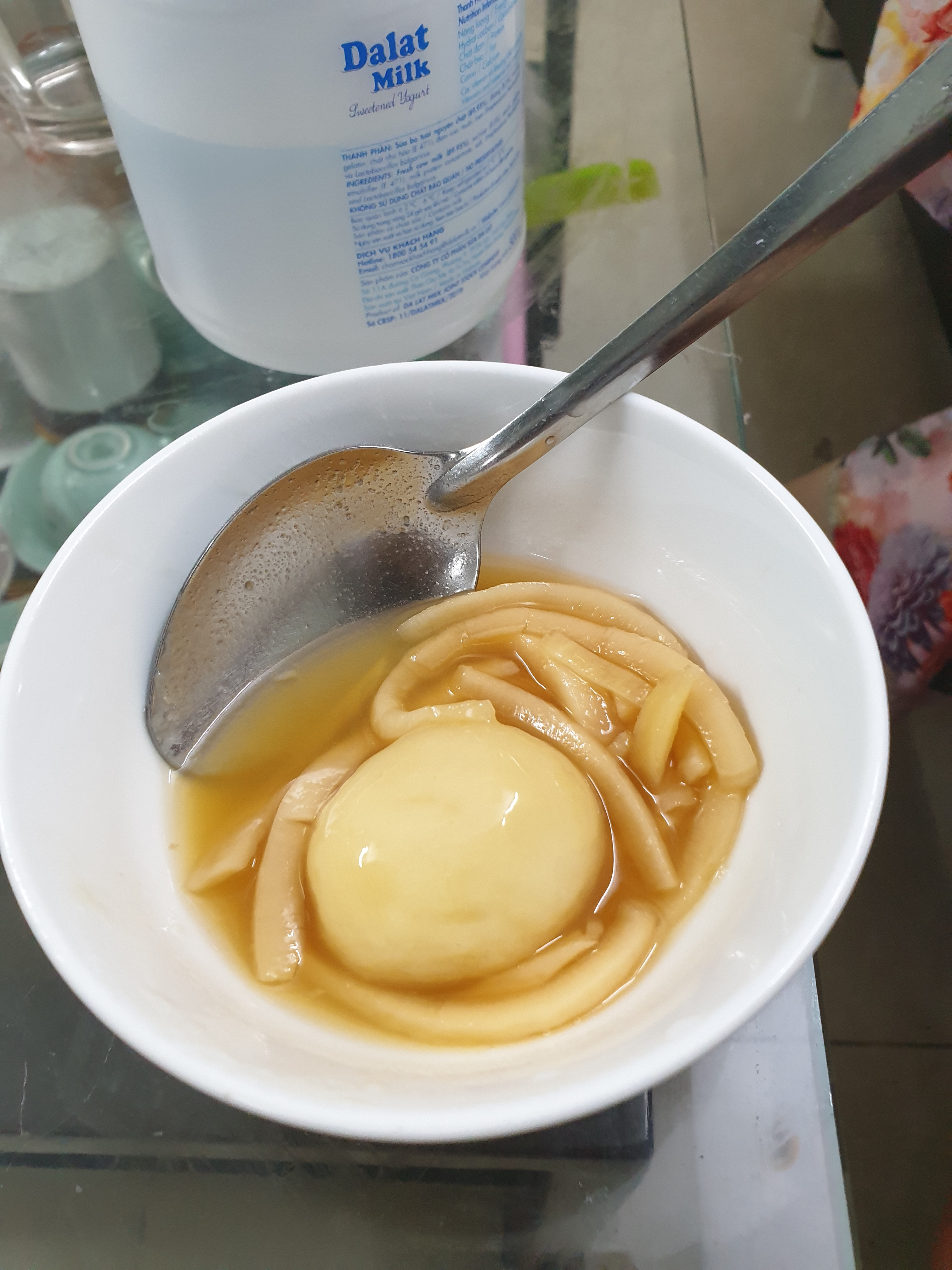

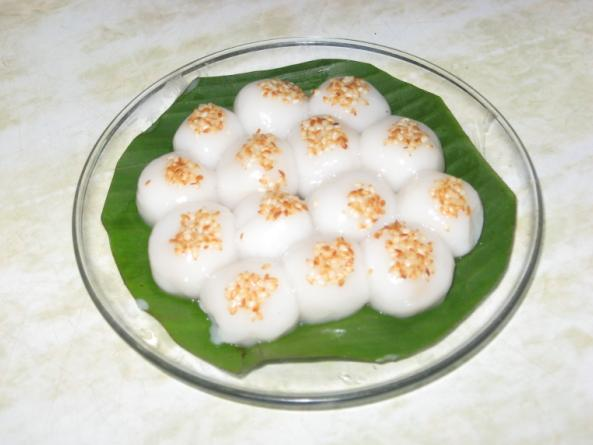